# Barbieria pinnata
Barbieria pinnata är en ärtväxtart som först beskrevs av Christiaan Hendrik Persoon, och fick sitt nu gällande namn av Henri Ernest Baillon. Barbieria pinnata ingår i släktet Barbieria och familjen ärtväxter. Inga underarter finns listade i Catalogue of Life.